# 8 Vulpeculae
8 Vulpeculae, som är stjärnans Flamsteed-beteckning, är en ensam stjärna belägen i den mellersta delen av stjärnbilden, Räven. Den ligger endast 7 bågsekunder från Alfa Vulpeculae och de två bildar en optisk dubbelstjärna. Den har en skenbar magnitud på ca 5,82 och är svagt synlig för blotta ögat där ljusföroreningar ej förekommer. Baserat på parallax Gaia Data Release 2 på ca 7,1 mas, beräknas den befinna sig på ett avstånd på ca 457 ljusår (ca 140 parsek) från solen. Den rör sig närmare solen med en heliocentrisk radialhastighet av ca -29 km/s.

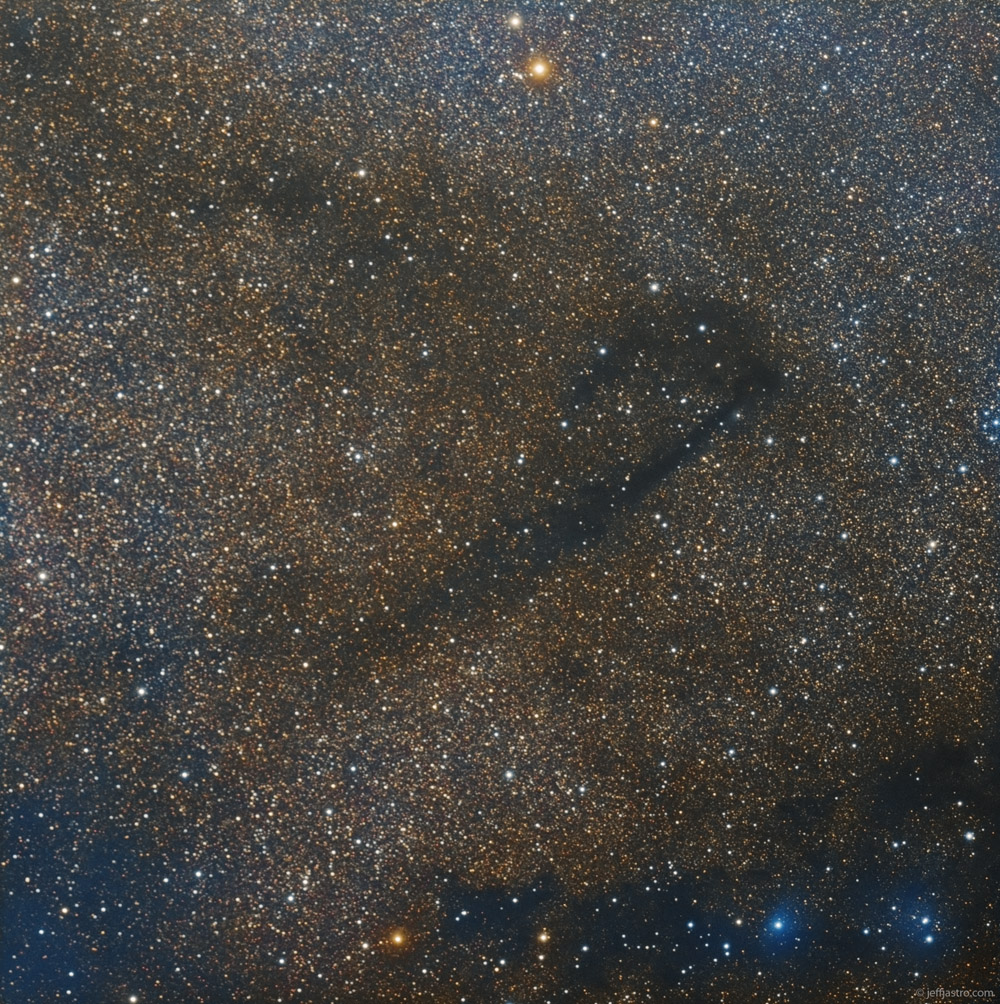
Alfa och 8 Vulpeculae bildar ett par längst upp i mitten.

## Egenskaper
8 Vulpeculae är en orange till gul jättestjärna av spektralklass K0 III, som har förbrukat förrådet av väte i dess kärna och utvecklats bort från huvudserien. Den har en massa som är ca 3 solmassor, en radie som är ca 14 solradier och utsänder ca 100 gånger mera energi än solen från dess fotosfär vid en effektiv temperatur på ca 4 900 K.
8 Vulpeculae är en misstänkt variabel som har visuell magnitud +5,81 och varierar i ljusstyrka med en amplitud och periodicitet som inte är fastställd.